# Phi Thanh Vân
Phi Thanh Vân (sinh ngày 26 tháng 4 năm 1982) tên khai sinh Nguyễn Thị Thanh Vân, là nữ người mẫu, diễn viên, ca sĩ và hoa hậu người Việt Nam.
Xuất thân từ sân khấu kịch, sau đó chuyển sang hoạt động ở lĩnh vực người mẫu thời trang và đóng phim, Phi Thanh Vân được nhớ đến là chân dài “không ngại dao kéo” nhiều lần để thay đổi hình ảnh bản thân. Cô được khán giả biết đến khi tham gia bộ phim "Cô gái xấu xí" được phát hành năm 2008. Sau đó, cô tham gia nhiều dự án phim khác như: Những thiên thần áo trắng, Cô dâu đại chiến, Cột mốc 23, Thiên mệnh anh hùng...

## Tiểu sử
Phi Thanh Vân tên khai sinh là Nguyễn Thanh Vân, sinh ra trong một gia đình gốc Bắc có hai anh em (cô là con út). Thế nên những năm tuổi thơ đầu đời, Phi Thanh Vân sinh ra và lớn lên ở Hà Nội. Đó là quãng thời gian yên bình trong ký ức cô diễn viên – người mẫu – ca sĩ nổi tiếng với các scandal này.
Gia đình Phi Thanh Vân chuyển vào Sài Gòn sinh sống từ những năm 1990, khi Phi Thanh Vân hãy còn là một cô bé nhưng những ký ức của Phi Thanh Vân về Hà Nội vẫn rất đậm đà. Cô kể, ngày bé, mỗi khi đến dịp Tết, như bao đứa trẻ khác, cô cũng vô cùng háo hức. Năm nào mẹ cô cũng dẫn cô đi cắt tóc đúng chỉ một kiểu, nhìn rất ngố, nhưng cô vẫn thích vì có tóc mới để “diện” ăn tết.
Mẹ Phi Thanh Vân là người nấu ăn rất ngon, đặc biệt là các món Bắc truyền thống đơn giản nhưng đậm đà. Chính vì thế, ngay cả bây giờ, dù là người mẫu, diễn viên nổi tiếng, dù có vẻ ngoài đỏng đảnh, chanh chua, Phi Thanh Vân vẫn kế thừa được phần nào đó sự khéo léo nội trợ của mẹ.
Những năm đầu mới vào Sài Gòn, cuộc sống của gia đình Phi Thanh Vân rất chật vật, khó khăn. Không có nhà riêng, cả nhà Phi Thanh Vân phải sống nhờ nhà bà ngoại trong một căn nhà nhỏ, chật chội nằm trong con hẻm của những gia đình bình dân ở quận 5. Ngày đó, cha cô đi làm nhà nước, lương thấp, chẳng đủ ăn.
Mẹ cô ở nhà kiếm chiếc xe đẩy bán đồ dạo để kiếm tiền lo cho cuộc sống mưu sinh của cả gia đình. Sau này khi bà ngoại mất, để lại cho cha mẹ Phi Thanh Vân căn nhà, cha mẹ cô phải ngăn ra cho thuê để kiếm thêm thu nhập lo chi tiêu trong cuộc sống.
Phi Thanh Vân lớn lên bằng tình yêu thương đùm bọc của cha mẹ và anh trai. Dẫu có một tuổi thơ trong một mái ấm bình yên như thế, nhưng cô vẫn nói tuổi thơ của cô nhiều bão tố, nhiều nước mắt hơn là niềm vui và những nụ cười.
Từ bé cô đã không may mắn có được ngoại hình xinh xắn như những đứa bé khác. Nếu như những đứa bé khác lúc nào cũng được mọi người âu yếm, nâng niu, thì cô thường bị xua đuổi và nhận lấy những ánh mắt chê bai. Những điều đó ám ảnh vào ký ức tuổi thơ của Phi Thanh Vân, khiến ngay từ khi đó, cô lúc nào cũng mong ước một ngày nào đó mình sẽ biến từ một con vịt con xấu xí thành một con thiên nga xinh đẹp, lộng lẫy.
Mặc cảm với đôi mắt một mí, hàm răng khấp khểnh và nụ cười hở lợi của mình, nên từ bé Phi Thanh Vân đã sống khép kín, thu mình trong một cái vỏ ốc. Đến tuổi đi học, nỗi mặc cảm đó ngày càng lớn lên, khi bạn bè cùng lớp thường xuyên trêu chọc, chê bai cô và tỏ ra xa lánh cô trong lớp học. ở trường đã thế, về nhà, những đứa trẻ hàng xóm cũng không cho Phi Thanh Vân chơi cùng vì chê Vân “xấu”.
Những đứa trẻ hàng xóm thường gọi cô là “con nhỏ Bắc Kỳ” và chê “dân Bắc Kỳ ăn rau muống quá nhiều nên người cháy thui”. Mỗi lần bị nói như thế, cô bé Phi Thanh Vân nhạy cảm lại tủi thân và bật khóc tức tưởi. Ở lớp không có bạn, không biết thế nào là giờ ra chơi, không biết những trò đùa nô nghịch cùng bạn bè, về nhà, Phi Thanh Vân cũng bị đẩy ra ngoài rìa những trò chơi của lũ trẻ trong xóm. Tất cả những ký ức buồn đó khiến Phi Thanh Vân không có được những năm tháng tuổi thơ êm đềm như những đứa trẻ khác.
Ngày đó, biết con gái mặc cảm về bản thân, cha mẹ cô chỉ biết động viên cô, yêu thương cô và quan tâm cô hết mực. Còn người anh trai lớn hơn Phi Thanh Vân nhiều tuổi lúc nào cũng ở bên cạnh cố gắng bảo vệ cô em gái.
Kỷ niệm ngọt ngào nhất với Phi Thanh Vân trong những năm tháng tuổi thơ là tình bạn đẹp với một cô bạn cùng lớp khi Phi Thanh Vân lên lớp 5. Phi Thanh Vân kể, cô bạn đó là người miền Bắc chuyển trường vào, nhìn rất dễ thương, xinh xắn. Nhưng thay vì kì thị với Phi Thanh Vân như những bạn học khác, cô bạn này lại luôn ở bên cạnh, che chở, động viên, an ủi Phi Thanh Vân, giúp cô có những cái nhìn lạc quan hơn, vui vẻ hơn về cuộc sống và thế giới tuổi thơ của mình.
Phi Thanh Vân thường đi tham gia học kịch ở Nhà thiếu nhi quận 5. Nhưng vì có gương mặt xấu xí, nên Phi Thanh Vân không bao giờ được giao đóng những vai hiền lành, dễ thương mà toàn nhận những vai phù thủy hoặc đóng những người xấu xí, đáng ghét. Những thứ tưởng rất nhỏ nhặt đó càng xoáy thêm vết thương lòng của cô gái nhỏ tuổi.
Ở tuổi 16–17, trong khi các bạn gái khác đều phổng phao, xinh đẹp và xuất hiện những đường cong thiếu nữ, thì Phi Thanh Vân, ngoài việc phát triển chiều cao, thân hình cô vẫn “trước sau như một”, xẹp lép như cây khô. Bị các bạn trai cùng lớp trêu trọc vì thân hình gầy nhẳng, không phát triển của mình, có lần Phi Thanh Vân đã lao vào “ăn thua” với đám bạn học, để rồi sau đó lại nghẹn ngào khóc vì uất ức.
Luôn mặc cảm về bản thân, lại thêm sự tan vỡ của mối tình tuổi 20 đã khiến Phi Thanh Vân quyết định làm một cuộc cách mạng thay đổi số phận của mình. Cô đi tìm hiểu các bệnh viện thẩm mỹ, nghiên cứu các phương pháp phẫu thuật thẩm mỹ rồi quyết định về nhà xin phép gia đình cho mình đi phẫu thuật.
Thời điểm đó, kinh tế gia đình Phi Thanh Vân đã khá giả. Cha mẹ cô đã có thể chu cấp cho cô khoản tiền lớn đó để giúp cô dẹp bỏ đi những mặc cảm về bản thân mình. Nhưng với những người có quan niệm truyền thống như cha mẹ Phi Thanh Vân, để thuyết phục được họ đồng ý cho cô đi phẫu thuật thẩm mỹ là cả một quá trình dài, tốn nhiều nước mắt của cả hai mẹ con. Lúc nghe con gái một hai đòi đi phẫu thuật thẩm mỹ, mẹ cô hết phản đối lại quay ra dọa tự tử. Nhưng cuối cùng, vì thương cô con gái út bao năm nay luôn mặc cảm và tự ti về ngoại hình của mình, cha mẹ đã đồng ý cho Phi Thanh Vân đi nâng mũi, sửa môi, sửa ngực, hút mỡ bụng….
Mẹ cô chưa bao giờ nghĩ rằng con gái mình xấu. Ngay cả sau này khi Phi Thanh Vân đã trở thành người mẫu nổi tiếng, thành diễn viên điện ảnh và là một cô gái đẹp theo nhận xét của nhiều người, mẹ Phi Thanh Vân vẫn đôi lúc chép miệng đầy tiếc nuối vì việc con gái bà đã không giữ được vẻ đẹp tự nhiên ngày xưa. Bởi trong mắt bà, hình ảnh cô con gái hiền lành, da trắng trẻo, nhẹ nhàng ngày xưa lúc nào cũng đẹp nhất.
Vì phẫu thuật thẩm mỹ nhiều can thiệp đến sắc đẹp nên cộng đồng mạng thường gọi cô là "Nữ hoàng dao kéo".

## Sự nghiệp
Từ bé, Phi Thanh Vân đã sinh hoạt trong đội kịch thiếu nhi của Nhà văn hóa quận 5, học với thầy Nguyễn Công Khá và thầy Đoàn Duẩn. Mỗi tháng, đội kịch được diễn một lần có bán vé. Thù lao mỗi vở được 5.000 đồng.
Năm 2000, Phi Thanh Vân bắt đầu xuất hiện với vai trò người mẫu, cô chẳng có gì ấn tượng với ba vòng không cân đối, một gương mặt chẳng thanh mà chẳng sắc chỉ, cô chẳng có gì ấn tượng với ba vòng không cân đối, một gương mặt chẳng thanh mà chẳng sắc chỉ có vóc dáng cao cao.
Đến năm 2004, cô dự thi Siêu mẫu Việt Nam và được giải, từ đó công chúng bắt đầu biết đến cái tên Phi Thanh Vân. Trong con đường sự nghiệp người mẫu sau khi được giải Siêu mẫu, Phi Thanh Vân đã để lại nhiều ấn tượng so với khi mới vào nghề. Cô nàng sở hữu chiều cao ấn tượng khiến cho con đường trở thành người mẫu của cô càng thuận lợi. Phi Thanh Vân với làn da ngắm đen, cá tính có thời gian xuất hiện nhiều trên các tạp chí thời trang với hình ảnh sexy, nóng bỏng.
Phi Thanh Vân chia sẻ trên con trường bước chân vào nghệ thuật cô đã trải qua nhiều lần phẫu thuật thẩm mỹ như nắn mũi, nâng ngực… Cô chia sẻ để có thể có dấu ấn với khán giả cô lựa chọn tạo dấu ấn đặc biệt khi biến mình có làn da ngăm đen bằng cách nhuộm da, phơi nắng. Nhiều người gọi cô là Phi Thanh Vân da đen.
Vậy nên sau 4 năm sau người đẹp thích gây sốc trong làng giải trí này lại là gương mặt đắt show của quảng cáo, hình ảnh lịch với vai trò người mẫu và liên tục xuất hiện trong các bộ phim.
Phi Thanh Vân hoạt động với nhiều vai trò như diễn viên truyền hình, diễn viên điện ảnh, người mẫu. Sau khi có sự thành công với vai trò là người mẫu, Phi Thanh Vân lấn sân sang sự nghiệp diễn viên. Có thể nói chính nghề diễn viên đã đem Phi Thanh Vân thành danh và có được sự nghiệp nghệ thuật thành công như ngày hôm nay. Cô bắt đầu đóng phim từ năm 2006 và sau đó nổi tiếng với nhiều bộ phim thành công.
Phi Thanh Vân nổi tiếng qua phim truyền hình Cô gái xấu xí năm 2008 với vai Phương Trinh, cô đã thể hiện thành công xuất sắc vai diễn, nhờ đó Nữ hoàng dao kéo Phi Thanh Vân đã được các đạo diễn chú ý, về sau nữ diễn viên sinh năm 1982 tham gia các bộ phim nổi tiếng như: Gái nhảy 2, Cô dâu đại chiến, Long ruồi, Cột mốc 23, Cô gái xấu xí, Chữ hiếu thời @, Gia đình vui nhộn…
Phi Thanh Vân gây ấn tượng với khán giả bằng nét "dẹo" và chân thật trong lối diễn. Cô cũng gặp hái được nhiều giải thưởng trong sự nghiệp người mẫu và diễn xuất.
Cô được mệnh danh là “nữ hoàng scandal", “nữ hoàng dao kéo” của làng giải trí Việt với những phát ngôn gây sốc và không ngại công khai chuyện thẩm mỹ. Cô tiết lộ từng nhuộm da và đụng chạm "dao kéo" hơn 20 lần vì mặc cảm ngoại hình trong quá khứ.
Năm 2006, Phi Thanh Vân sang Bỉ chụp hình áo tắm với nhiếp ảnh gia rất nổi tiếng để lên hình ở Tạp chí Vogue năm 2007. Cũng trong năm 2007, cô bắt đầu sang Mỹ bằng hợp đồng chụp ảnh và biểu diễn với Hãng L.&N.Y Models danh tiếng trong vòng 4 năm. Và đặc biệt hơn, cô là gương mặt diễn viên được Ban tổ chức Liên hoan phim Cannes mời tham dự với tư cách diễn viên vào tháng 5.2007 tại Pháp.
Năm 2009, khi thành công với vai trò người mẫu, Phi Thanh Vân bất ngờ lấn sân sang lĩnh vực ca hát và bài hát Da nâu của cô trở thành đề tài bàn tán suốt thời gian dài. Sau khi trình diễn trên chương trình Sức sống mới, nữ diễn viên Cô gái xấu xí nhận về nhiều lời khen và cũng nhiều lời chỉ trích, tuy vậy, cô vẫn tiếp tục phát hành phiên bản Da nâu 2 và 3. Được biết, làn da nâu cũng là điểm nhấn đặc biệt của Phi Thanh Vân mỗi khi cô xuất hiện tại sự kiện. Tuy nhiên, sau đó, cô quyết định "lột xác" với làn da trắng sứ. Phi Thanh Vân từng chia sẻ rằng “Tôi đầu tư ca khúc 'Da nâu' 4,5 triệu, thu về 1 tỉ đồng”.
Sau nhiều lần tham dự các cuộc thi sắc đẹp như Hoa hậu Việt Nam, Hoa hậu Áo dài, Hoa hậu Điện ảnh. Thì vào năm 2017, Phi Thanh Vân khiến nhiều khán giả bất ngờ khi tham dự và giành được ngôi vị cao nhất tại cuộc thi Hoa hậu Doanh nhân Thế giới người Việt tại Mỹ. Mới đây, cô quay trở lại màn ảnh Việt với bộ phim Sugar Boy & Sugar Mommy sau nhiều năm vắng bóng.
Hiện nay, ngoài hoạt động nghệ thuật với nhiều vai trò như diễn viên, MC, giám khảo các chương trình truyền hình thì Phi Thanh Vân còn là một doanh nhân thành công khi cô cũng sở hữu một công ty chuyên kinh doanh mỹ phẩm đang trên đà phát triển mạnh  và là Chuyên gia tâm lý tình yêu hôn nhân – Phó Trưởng Đại Diện Miền Nam Trung Ương Hội Giáo Dục Chăm Sóc Sức Khoẻ Cộng Đồng Việt Nam.

## Đời tư
Phi Thanh Vân lấy chồng đầu hơn cô tới 15 tuổi. Chồng cô là người Pháp có tên Thierry Blanc sinh năm 1967. Trước khi cưới Thanh Vân, ông từng có một cuộc hôn nhân và con riêng. Trong cuộc hôn nhân này, Phi Thanh Vân vài lần bị sẩy thai và không có con với chồng. Năm 2012 hai người ly hôn. 10 năm sau đó, chồng cũ của cô vừa tử vong do đột quỵ.
Năm 2014, Phi Thanh Vân công khai mối tình với bạn trai Nguyễn Bảo Duy trẻ hơn 2 tuổi. Anh này cũng từng lập gia đình và đã ly dị. Tháng 8 năm 2014 cô thông báo đã có thai với bạn trai, tuy nhiên tiếp tục bị sẩy. Năm 2014 hai người kết hôn. Đến tháng 2 năm 2016 hai người có con trai. Đến năm 2017, hai người chính thức ly hôn.

## Giải thưởng, đề cử và vinh dự
- Siêu mẫu triển vọng 2004[6]
- Giải bạc Siêu mẫu khu vực phía Nam năm 2004[6]
- Giải tư Siêu mẫu do báo chí bình chọn 2004[6]
- Gương mặt diễn viên đại diện Việt Nam tại Liên hoan phim Cannes 2007 [6]
- Gương mặt diễn viên điện ảnh triển vọng 2007[6]
- Đề cử Giải Mai vàng cho Top 5 nữ diễn viên được yêu thích nhất 2008[13]
- Doanh nghiệp Việt Nam vàng 2015[14]
- Hoa hậu Doanh nhân Thế giới người Việt 2017 tại Mỹ[15]

## Người mẫu
Phi Thanh Vân tham gia trình diễn người mẫu từ năm 12 tuổi chính thức gia nhập showbiz Việt một cách chuyên nghiệp thì từ năm 2004, sau khi đoạt giải 'Siêu mẫu triển vọng' tại cuộc thi Siêu mẫu Việt Nam. Năm 2006, ở đỉnh cao sự nghiệp người mẫu, Phi Thanh Vân đắt show làm mẫu ảnh, diễn catwalk.
Cô từng học nghề từ thầy Hữu Dũng – nhà hát Hòa Bình và sinh hoạt trong nhóm người mẫu Hoa Học Đường.
Cô gây ấn tượng với làn da nâu và tóc tém cá tính. Cô sở hữu hình thể săn chắc nhờ chăm chỉ tập luyện thể dục thể thao. Phi Thanh Vân với làn da ngắm đen, cá tính có thời gian xuất hiện nhiều trên các tạp chí thời trang với hình ảnh sexy, nóng bỏng.
Chân dài sinh năm 1982 thường xuyên được mời làm mẫu nội y cho các tạp chí, thương hiệu thời trang. Thuở đôi mươi, Phi Thanh Vân xây dựng phong cách cá tính, hoang dại. Cô luôn kẻ lông mày xếch, diễn lạnh lùng trước ống kính.
Vài năm nay Phi Thanh Vân 'lột xác' hoàn toàn. Cô dưỡng trắng da, để tóc dài và thích khoe vẻ yểu điệu. Người đẹp vẫn tự tin với vóc dáng sexy dù đã sinh nở.
Năm 2006, Phi Thanh Vân sang Bỉ chụp hình áo tắm với nhiếp ảnh gia rất nổi tiếng để lên hình ở Tạp chí Vogue năm 2007. Cũng trong năm 2007, cô bắt đầu sang Mỹ bằng hợp đồng chụp ảnh và biểu diễn với Hãng L.&N.Y Models danh tiếng trong vòng 4 năm. Và đặc biệt hơn, cô là gương mặt diễn viên được Ban tổ chức Liên hoan phim Cannes mời tham dự với tư cách diễn viên vào tháng 5.2007 tại Pháp.
Phi Thanh Vân đã đạt khá nhiều thành công như giải Bạc cuộc thi Siêu mẫu Việt Nam 2004, Giải Tư Siêu mẫu toàn quốc do Báo chí bình chọn năm 2004.

## Phim ảnh

### Phim điện ảnh
- Gái Nhảy 2 – Lẹ lem hè phố (2004)
- Sài Gòn nhật thực (2007)
- Chuông reo là bắn (2007)
- Cô dâu đại chiến (vai Huỳnh Phương) (2011)
- Long Ruồi (vai Bích) (2011)
- Cột mốc 23 (vai Xuyên) (2011)
- Thiên mệnh anh hùng (vai gái lầu xanh) (2012)
- Hiệp sĩ guốc vông (2013)
- Lửa Phật (vai Lan) (2013)
- Bí mật lại bị mất (2014)
- Mất xác (2014)
- Trúng số (vai Hường) (2015)
- Ngôi nhà bươm bướm (vai nhân viêm tiệm mỹ phẩm của bà Vân) (2019)
- Trà (2024)

### Phim truyền hình
- Sống bên bờ vực (2006)[17]
- Nợ đời (2006)[17]
- Ký Túc Xá (vai Liễu) (2007)
- Cô gái xấu xí (vai Phương Trinh) (2008)
- Những thiên thần áo trắng (vai cô hiệu trưởng) (2009)
- Kính thưa Osin (vai Nắng Mai Hồng) (2009)
- Thẩm mỹ viện (vai Ái Lan) (2010)
- Tóc rối (vai bà Hiền)(2010)
- Nợ đa tình (vai Mỹ Vân) (2011)
- Chữ hiếu thời @ (vai Lài) (2012)
- Nữ sát thủ (vai Mina) (2013)
- Những cô nàng độc thân làm mẹ (vai Ly) (2013)
- Đam mê nghiệt ngã (vai Phương Nhung) (2014)
- Tổ ấm gió lùa (vai Jenny) (2015)
- Gia đinh vui nhộn (2017)
- Giấc mơ của mẹ ( vai Ngọc Thanh) (2022)

### Phim chiếu mạng
- Tiệm tóc bất ổn (2022)

## Âm nhạc

### Album
- Da nâu 1
- Da nâu 2
- Da nâu 3
- Tâm hồn là vĩnh cữu

### Bài hát tiêu biểu
- Da nâu
- Khát khao bình minh (Da nâu 2)
- Da nâu đáng yêu (Da nâu 3)
- Sành điệu đáng yêu (Da nâu 3)
- Mơ một ngày mai có anh
- Tình yêu của tôi
- Sao lòng còn thương
- Vết son trên cổ áo
- Bảy ngày đợi mong
- Làm quen
- Tâm hồn là vĩnh cữu
- Đêm không anh
- Bang bang
- Nghi ngờ
- Chờ người
- Ước mơ của tôi
- Một ngày mai có nhau
- Vũ điệu tình yêu
- Lời cuối cho anh
- Quá khứ của tôi
- Liên khúc Dịu dàng sắc xuân

## Chương trình truyền hình
- Thập toàn thập mỹ – Giám khảo, nhà sản xuất
- Quý ông hoàn hảo – Giám khảo
- Đối mặt cảm xúc – Giám khảo
- Thử thách đời thường – Giám khảo
- Hoa khôi mùa xuân – Giám khảo
- Sức sống mới – Ca sĩ
- Ngôi sao tình yêu – MC
- Ơn giời! Cậu đây rồi! – Diễn viên
- Kỳ phùng địch thủ – Diễn viên
- Shark Tank – Nhà gội vốn
- Lối ra – Khách mời
- Chuyện giờ mới kể – Khách mời
- Khoảnh khắc cuộc đời – Khách mời
- Sinh ra để tỏa sáng – Thí sinh
- Cùng nhau toả sáng – Thí sinh
- Và nhiều chương trình khác